# Klape na Klisu
Klape na Klisu je klapski susret koji je održava u Klisu. Prva smotra dalmatinskih klapa na Klisu bila je 1971. godine. Smotra je obnovljena u novim demokratskim uvjetima 1992.
- 2009.[1] nastupili su: Versi, Pupe, Klapa Solin, Besida, Braciera, Dalmatinke, Reful, Trilj, Putalj
- 2010.[2] nastupili su: Neverin, Kamen, Sv. Juraj, Šufit, Petar Kružić, Besida i Klis.
- 2011.
- 2012.
- 2013.
- 2014.
- 2015.
- 2016.
- 2017.
- 2018.